# Kleinlokomotive

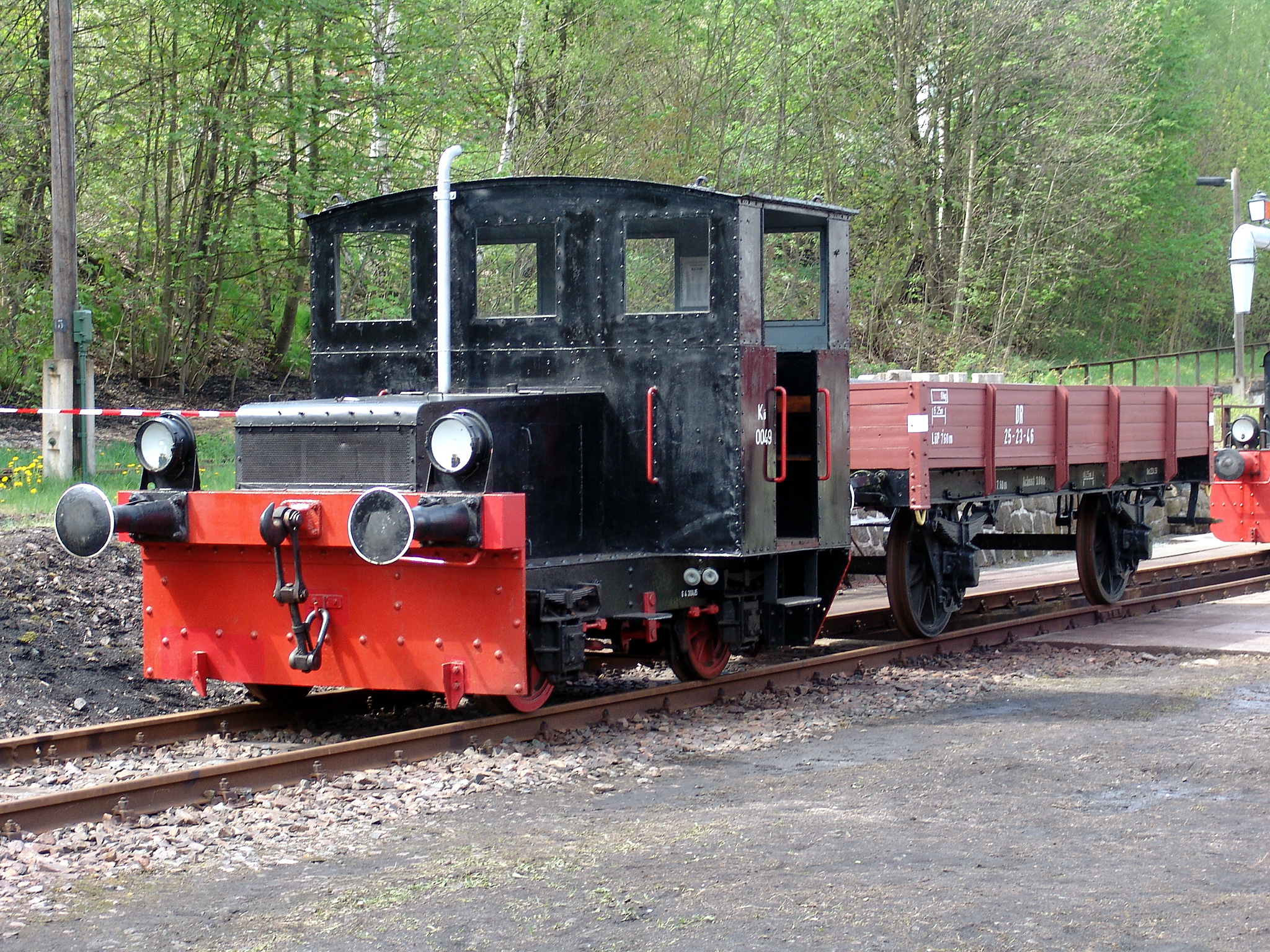
Kö I a Schwarzenberg Vasúti Múzeumban

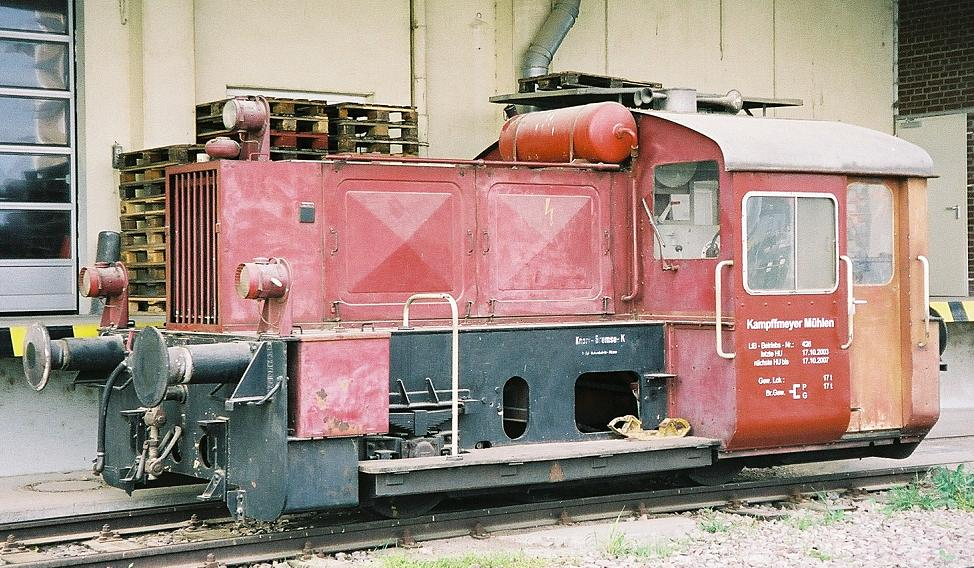
A Kampffmeyer Mühlen vállalat Köf II-ese Mannheimban

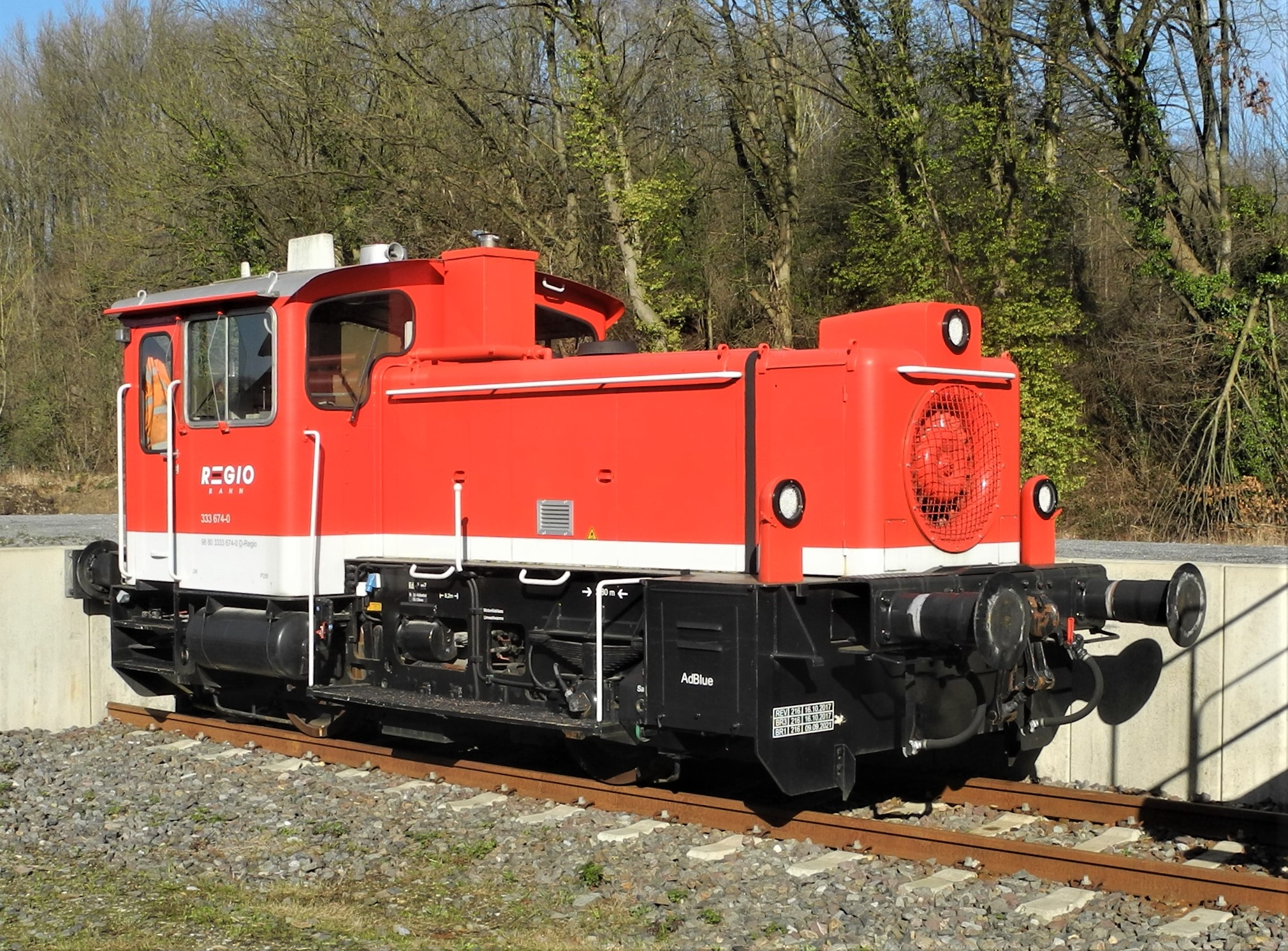
A Regiobahn egyik Köf III-asa

A Kleinlokomotive vagy Kleinlok (német: kismozdony) német kisméretű és alacsony teljesítményű mozdonytípus, melyet elsősorban könnyű tolatófeladatokra használnak a vasútállomásokon és az ipari vasutakon. A legtöbb dízelmotoros, azonban gőz, benzin és villamos motorral szerelt példányokat is gyártottak.
A Deutsche Reichsbahn (DRG) számos különböző kivitelű prototípusmozdony kipróbálása után, 1930-tól helyezte a kismozdonyokat állományba. Az iparvonalak és a vasúti műhelyek általában azonos kialakítású mozdonyokat szereztek be.
Svájcban az ilyen mozdonyokra a „Traktoren”, Franciaországban a „locotracteur”, míg Dániában a „locomotor” kifejezéssel hivatkoznak.

## Története
Az áruforgalom felgyorsítása és a közúti forgalom által támasztott kihívásoknak való megfelelés érdekében Európa különböző nemzeti vasúttársaságai 1923-tól kezdődően kis dízelüzemű tolatómozdonyokkal végeztek kísérleteket. Addig a kis állomásokon és rakodóudvarokon a tehervagonok rendezését az azokat vontató mozdonynak (Nahgüterzug) kellett végeznie. Ez meghosszabbította a várakozási időt és jelentősen csökkentette a vonat átlagsebességét, de az ilyen állomásokon egy külön tolatómozdony alkalmazása az alacsony áruforgalom miatt nem lett volna gazdaságos. A belsőégésű motoros mozdonyok fejlődése új lehetőségeket kínált: a kleinlokok kisebbek, olcsóbbak és könnyen kezelhetőek voltak. A vasúttársaságok arra számítottak, hogy az áruszállítás sebességének javulása lehetővé teszi majd, hogy felvegyék a versenyt a közúti áruszállítással.
Az első kísérletek; 1923-ban a Francia Keleti Vasútnál, 1925-ben a Dán Állavasutaknál, 1925-ben a Holland Vasutaknál és 1927-ben a Reichsbahnnál nagyon ígéretesek voltak. A későbbi, 1931-es és 1932-es megrendeléseknél a DRG meghatározta a méreteket, és két teljesítménykategóriába sorolta a mozdonyokat - a legfeljebb 40 PS (29 kW) motorteljesítményű mozdonyokat az I. teljesítménycsoportba, a nagyobb teljesítményű mozdonyokat pedig a II. teljesítménycsoportba sorolta.
Ennek eredményeként a Deutsche Reichsbahn 1930-ban összesen 18 próbamozdonyra adott le rendelést különböző gyártóknál. Ezek prototípusa a Berliner Maschinenbau AG által a Holland Vasutaknak leszállított „1927” típusú tolatómozdony volt. Ezek a járművek nagyon különbözőek voltak egymástól, teljesítményük is eltérő volt. A későbbi, 1931-es és 1932-es megrendeléseknél a DRG meghatározta a méreteket és két teljesítménykategóriába sorolta a mozdonyokat: a legfeljebb 40 PS (29 kW) motorteljesítményű mozdonyokat az I. teljesítménycsoportba, a nagyobb teljesítményű mozdonyokat pedig a II. teljesítménycsoportba sorolta. A korábbi mozdonyokkal szerzett tapasztalatok alapján a kleinlokokat a DRG ezután Einheitskleinlokomotive („szabványos kismozdony”) néven szabványosította.

## Besorolás

### DRG-besorolási rendszer
Az 1930-ban elkészült első kleinlokok kezdetben a „V” (Verbrennungsmotor (belsőégésű motor) rövidítése) vagy az „A” (az Akkumulatorlokomotive (akkumulátoros mozdony) betűjelzést kapták, amelyet a 6000-es sorszámmal kezdődő sorszám követett.
A különböző kleinlokomotive-típusok jobb megkülönböztetése érdekében a Deutsche Reichsbahn (DRG) 1931-ben egyértelműen rögzítette a kleinlokomotive fogalmát, melynek keretében új rendszert vezetett be. Azok a vontatójárművek, amelyek csak vasúti műhelyekben vagy javítóműhelyekben dolgoztak, nem számítottak kismozdonyoknak.
Az új rendszerben a „K” sorozatmegjelöléssel jelölték a kismozdonyokat. Ezt a motor típusát jelző betű követte: a „b” a benzinmotor (Benzol), a „d” a gőzgép (Dampfmaschine), az „ö” a dízelmotor (Öl) és az „s” az akkumulátorral működő villanymotor (Speicher) jelölte. A következő betű az erőátvitel típusát jelölte: az „e” az elektromos (Elektrogetriebe), míg az „f” a hidraulikus erőátvitelt (Flüssigkeitsgetriebe) jelölte. A tisztán mechanikus erőátvitellel rendelkező kismozdonyok nem kaptak külön harmadik betűjelölést, és azokat, amelyek akkumulátorait dízel- vagy benzinmotor töltötte, a Köe, illetve a Kbe kategóriába sorolták.
Ezeket a betűket a mozdony teljesítményét jelölő négyjegyű szám követte. Az I. teljesítménycsoportba eső mozdonyok 3999-ig, míg a II. teljesítménycsoportú gépek 4000-től kaptak sorszámot. A számok az egyes csoportokon belül egymás után futottak.
1944-ben bevezették a „g” (Generatorgas) megjelölést a gázüzemű mozdonyok részére.
A második világháború után a Deutsche Bundesbahn (DB) és a Deutsche Reichsbahn a többi DRG-besorolási rendszerhez hasonlóan a kismozdony-besorolást is átvette.
1955-ben a Deutsche Bundesbahn az I. teljesítménycsoport maximális teljesítményét 50 metrikus lóerőre emelte. 1956-ban meghatározták a kismozdonyok III. teljesítménycsoportját, melyben a 150 metrikus lóerőnél nagyobb teljesítményű gépek kerültek, ezek a 10000–20000 közötti számot kaptak. 1960-ban a Deutsche Bundesbahn az „s” típusmegjelölést „a”-ra váltotta.

### 1968-as DB-besorolási rendszer (Nyugat-Németország)
1968. január 1-jétől kezdődően a DB a kismozdonyait a 300 sorozatba sorolta át. A második szám az 1955-ös csoportok alapján a teljesítményosztályt jelezte. A harmadik számjegy a végsebességtől, a fék vagy a hajtás típusától függően változott. A Ka mozdonyokat a 381 (háború előtti típusok) és a 382 sorozatba (újabb típusok) osztották be. A Wangerooger Inselbahn keskeny nyomtávú kismozdonyait a 329 sorozatba helyezték át.
1987-ben a DB 260/261 sorozatú dízelmozdonyait, azaz az 1968 előtti V 60 sorozat tagjait költséghatékonysági okok miatt kismozdonynak minősítették, hogy a személyzetet olyan tolatásvezetőkkel lehessen ellátni, akiket nem képeztek ki a nyíltvonali mozdonyok kezelésére. Ennek okán ezeket a gépeket a 360/361 sorozatba sorozták át.

### 1970-es DR-besorolási rendszer (Kelet-Németország)
A DR 1970. július 1-jén bevezetett új számozási rendszere az összes meglévő kleinlokot a 100-as sorozatba, azaz a belsőégésű motoros mozdonyok számtartományába sorolta át. Az I. teljesítménycsoportba tartozó mozdonyok a 100.0 alosztályba, a II. teljesítménycsoportba tartozó mozdonyok pedig a 100.1–100.9 alosztályba kerültek. 1972-ig mindkettő teljesítménycsoportba tartozó keskeny nyomtávú kismozdonyok szintén a 100.9-es alosztályba voltak sorolva, azonban később a 199-es sorozatba kerültek.
Ezzel szemben viszont a DR 1970 előtt újonnan épített kismozdonyai nem kapták meg a „K” típusjelölést, hanem saját, például V 15 sorozatba (később 101 sorozat) sorolták őket.
Az 1992-es DB/DR közös számozási rendszerben a DR 100-as sorozatú mozdonyai 310-es sorozatúak lettek.

## Fordítás
- Ez a szócikk részben vagy egészben  a   Kleinlokomotive című angol Wikipédia-szócikk ezen változatának fordításán alapul.  Az eredeti cikk szerkesztőit annak laptörténete sorolja fel. Ez a jelzés csupán a megfogalmazás eredetét és a szerzői jogokat jelzi, nem szolgál a cikkben szereplő információk forrásmegjelöléseként.

## Felhasznált irodalom
- Stephan Kuchinke in Jahrbuch der Lokomotiven 2005: Kleinlokomotiven der Einheitsbauarten. Podszun-Motorbücher, Brilon 2004, ISBN 3-86133-362-7, S. 5 bis 32
- Leopold Niederstraßer. Über die Entwicklung der Kleinlokomotiven, Lok-Magazin (német nyelven). Stuttgart: Franckh′sche Verlagshandlung W. Keller & Co., 21–31. o.. ISSN 0458-1822 (1983)
- Leopold Niederstraßer. Über die Entwicklung der Kleinlokomotiven Teil 2 zu Heft 118, Lok-Magazin (német nyelven). Stuttgart: Franckh′sche Verlagshandlung W. Keller & Co., 114–121. o.. ISSN 0458-1822 (1983)